# Caenonomada unicalcarata
Caenonomada unicalcarata là một loài Hymenoptera trong họ Apidae. Loài này được Ducke mô tả khoa học năm 1908.

## Hình ảnh

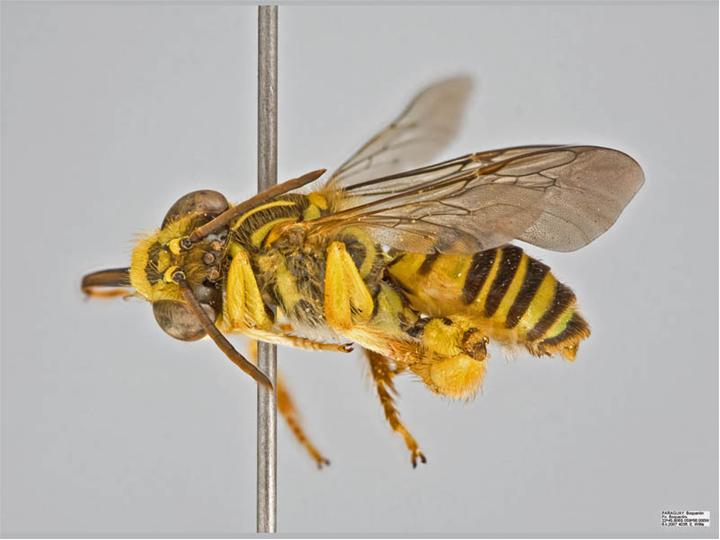